# 2019 no Brasil
Esta é uma cronologia dos principais fatos ocorridos no ano de 2019 no Brasil.

## Incumbentes
- Presidente – Jair Bolsonaro (2019 – 2023)
- Presidente da Câmara dos Deputados – Rodrigo Maia (2016 – 2021)
- Presidente do Senado Federal – Davi Alcolumbre (2019 – 2021)
- Presidente do Supremo Tribunal Federal – Dias Toffoli (2018 – 2020)

## Eventos

### Janeiro
- 1.º de janeiro – Jair Bolsonaro toma posse como 38.º Presidente do Brasil.[1]
- 4 de janeiro –  Governo envia Força Nacional ao estado do Ceará, após onda de ataques realizadas por organizações criminosas.[2][3]
- 21 de janeiro – Eclipse lunar em todo o território nacional.[4]
- 25 de janeiro – O rompimento de uma barragem de rejeitos de minério de ferro na cidade de Brumadinho, Minas Gerais, deixa 186 mortos e 122 desaparecidos.
- 26 de janeiro – O primeiro-ministro israelense Benjamin Netanyahu autoriza o envio de um grupamento militar das Forças de Defesa de Israel para ajudar nas buscas por sobreviventes em Brumadinho, Minas Gerais.[5]
- 30 de janeiro – Após 124 anos, a escritora Ângela Gutiérrez se tornou a primeira mulher a presidir a Academia Cearense de Letras.[6]

### Fevereiro
- 1 de fevereiro – Rodrigo Maia (DEM) é eleito presidente da Câmara dos Deputados.[7]
- 2 de fevereiro – Davi Alcolumbre (DEM) é eleito presidente do Senado Federal.[8]
- 4 de fevereiro – Chuvas fortes no estado do Rio de Janeiro matam pelo menos 6 pessoas.[9]
- 8 de fevereiro – Dez pessoas morrem em um incêndio no Ninho do Urubu, a maioria atletas do sub-15 e sub-17 do Flamengo.[10]
- 11 de fevereiro – Queda de helicóptero na Rodovia Anhanguera em São Paulo mata o jornalista Ricardo Boechat e o piloto da aeronave Ronaldo Quattrucci.[11]
- 11 de fevereiro – Incêndio atinge alojamento do Bangu, e três pessoas são encaminhadas para o hospital.[12]
- 11 de fevereiro – Incêndio atinge galpão da Usina Hidrelétrica de Belo Monte.[13]
- 11 de fevereiro – Incêndio em um supermercado no Jacaré, no Rio de Janeiro.[14]
- 13 de fevereiro – Supremo Tribunal Federal debate criminalização da homofobia e transfobia no Brasil.[15]

### Março
- 5 de março – Apresentando o enredo "Oxalá, salve a princesa! A saga de uma guerreira negra", a Mancha Verde é campeã do Carnaval de São Paulo, sendo este o primeiro título de sua história. Maior vencedora dos desfiles paulistanos, a Vai-Vai é rebaixada para o Grupo de Acesso pela primeira vez.[16]
- 6 de março – Com o tema História pra ninar gente grande", a Estação Primeira de Mangueira é campeã do Carnaval do Rio de Janeiro pela vigésima vez em sua história. Imperatriz Leopoldinense é rebaixada para a Série A após 40 anos na elite.[17]
- 11 de março – Enchente na cidade de São Paulo provoca alagamentos e bloqueia vias de acesso na capital paulista, provocando 12 mortos e 4 feridos.[18]
- 13 de março – Armados, dois jovens cometem um massacre numa escola de Suzano, São Paulo, e cometem suicídio.[19]
- 21 de março – O ex-presidente do Brasil Michel Temer, e o ex-ministro e ex-governador Moreira Franco são presos no Rio de Janeiro pela força-tarefa da Lava Jato.[20]

### Abril
- 8 de abril – Chuva atípica causa deslizamento de terra, alagamentos e pelo menos 10 mortes no Rio de Janeiro.[21]
- 25 de abril – O Presidente Jair Bolsonaro assina um decreto que revoga o horário brasileiro de verão.[22]

### Maio
- 11 de maio – Um apostador leva sozinho o prêmio de R$ 289 420 865 do concurso 2150 da Mega-Sena, sendo este o maior prêmio da história dos concursos regulares - excluindo os sorteios da Mega da Virada.[23]
- 27 de maio – Queda de avião de pequeno porte em povoado de Estância, região sul de Sergipe, mata três pessoas, entre elas o cantor Gabriel Diniz.[24]

### Junho
- 13 de junho – O Supremo Tribunal Federal aprova a criminalização da homofobia pela Lei de Racismo.[25]

### Agosto
- 20 de agosto – Um ônibus é sequestrado na ponte  Rio-Niterói, o sequestro teve seu desfecho com o sequestrador morto.[26]
- 30 de agosto – Manchas de óleo aparecem em dez praias da Paraíba, no Nordeste, de acordo com dados de mapeamento compilados pelo Instituto Brasileiro do Meio Ambiente e dos Recursos Naturais Renováveis (Ibama).

### Outubro
- 15 de outubro – Em Fortaleza, um desabamento de um prédio residencial causa morte de 9 pessoas.[27]

### Novembro
- 8 de novembro – O ex-Presidente do Brasil, Luiz Inácio Lula da Silva, é libertado por decisão judicial após 580 dias de prisão, mediante decisão do Supremo Tribunal Federal de considerar prisão em segunda instância inconstitucional.[28][29]

### Dezembro
• 10 de dezembro – O TSE (Tribunal Superior Eleitoral) legaliza eleitoralmente a fundação do Partido Unidade Popular (UP), o então partido mais jovem da história do país.

## Esportes
- 12 de janeiro — O Flamengo é campeão da Florida Cup 2019, ao vencer o Eintracht Frankfurt pelo placar de 1-0.[31]
- 25 de janeiro — O São Paulo é tetracampeão da Copa São Paulo de Futebol Júnior, ao vencer o Vasco da Gama nos pênaltis.[32]
- 07 de julho — A Seleção Brasileira de Futebol é campeã da Copa América pela nona vez ao derrotar a Seleção Peruana por 3-1.[33]
- 18 de setembro — O Athletico Parananense é campeão da Copa do Brasil, ao derrotar o Internacional pelos placares de 1-0 e 2-1, respectivamente.[34]
- 17 de novembro — A Seleção Brasileira de Futebol Sub-17 é campeã da Copa do Mundo Sub-17 pela quarta vez após derrotar a Seleção Mexicana Sub-17 por 2-1.[35]
- 23 de novembro — Flamengo vence a Copa Libertadores da América de 2019, derrotando o River Plate por 2-1, em Lima, Peru, conquistando o 2º título da competição.[36]
- 24 de novembro — Flamengo é campeão do Campeonato Brasileiro pela sexta vez em sua história. O título foi confirmado 23 horas depois do rubro-negro conquistar a Copa Libertadores e sem precisar o clube entrar em campo, já que a derrota do Palmeiras para o Grêmio em São Paulo por 2-1 foi suficiente para o time carioca conquistar o Brasileiro com quatro rodadas de antecipação.[37]
- 4 de dezembro — O Cruzeiro é rebaixado para a Série B do Campeonato Brasileiro. A derrota em casa para o Palmeiras por 2-0 selou a inédita queda do clube mineiro para a segunda divisão. Partida foi encerrada aos 35 minutos do segundo tempo em razão dos violentos protestos da torcida no Mineirão.[38]
- 21 de dezembro — No Catar, o Liverpool conquista pela primeira vez a Copa do Mundo de Clubes da FIFA ao derrotar o Flamengo na prorrogação por 1-0.[39]

## Mortes

### Janeiro
- 15 – Edyr de Castro – Atriz e cantora;
- 18 – Marcelo Yuka – Músico, compositor e fundador d'O Rappa (n. 1965);
- 18 – José Marciano – Cantor e compositor (n. 1951);
- 23 – Caio Junqueira – Ator;
- 26 – Wagner Montes – Jornalista e deputado federal;

### Fevereiro
- 11 – Ricardo Boechat – Jornalista e âncora;
- 11 – Fernão Carlos Botelho Bracher – Banqueiro e ex-presidente do Banco Central;
- 12 – Luiz Carlos Tavares Franco – Futebolista;
- 12 – Deise Cipriano – Cantora;
- 13 – Bibi Ferreira – Atriz e cantora;
- 19 – João Paulo dos Reis Veloso – Economista;
- 25 – Paulo Nogueira Neto – Professor universitário;
- 25 – Roberto Avallone – Jornalista esportivo;
- 26 – Paulo Cavalcanti – Jornalista e editor da Rolling Stone Brasil;
- 26 – Tavito – Cantor e compositor;

### Março
- 11 – Coutinho – Futebolista;
- 12 – Eurico Miranda – Advogado, jurista e ex-presidente do Club de Regatas Vasco da Gama;
- 23 – Domingos de Oliveira – Diretor;
- 26 – Rafael Henzel – Jornalista esportivo e sobrevivente do Voo LaMia 2933;

### Abril
- 19 – MC Sapão – Cantor;
- 20 – Valdiram – ex Futebolista;
- 27 – Tales Cotta – Modelo;
- 28 – Caroline Bittencourt – Modelo e apresentadora;
- 30 – Beth Carvalho – Cantora e compositora;

### Maio
- 1 – José Maria Pena – Futebolista e treinador;
- 2 – Antunes Filho – Diretor de teatro;
- 11 – Lúcio Mauro – Ator e comediante;
- 25 – Lady Francisco – Atriz;
- 27 – Gabriel Diniz – Cantor

### Junho
- 7 – Serguei - Cantor
- 8 – André Matos - cantor, compositor, maestro, produtor e pianista

### Julho
- 6 – João Gilberto - Cantor
- 10 – Paulo Henrique Amorim - Jornalista e Apresentador;
- 28 – Ruth de Souza - Atriz;

### Agosto
- 25 – Fernanda Young - Atriz, roteirista e escritora;

### Setembro
- 15 – Roberto Leal - Cantor;
- 30 – Henrique Du Vale - Cantor;

### Outubro
- 13 – Marco Pezão - Jornalista, fotógrafo, escritor e poeta;
- 27 - Jorge Fernando - Ator e diretor de televisão brasileiro;

### Novembro
- 22 – Gugu Liberato – Apresentador de televisão;

### Dezembro
- 20 – Zilda Cardoso – Atriz;
- 28 – Nilcéa Freire – Pesquisadora;
- 29 – Hilda Rebello – Atriz;
- 31 – Juliano Cezar – Cantor (n. 1961).